# Брено Узерија (Варезе)
Брено Узерија је насеље у Италији у округу Варезе, региону Ломбардија.
Према процени из 2011. у насељу је живело 1808 становника. Насеље се налази на надморској висини од 368 м.